# Concord (Massachusetts)
Concord é uma vila localizada no condado de Middlesex no estado estadounidense de Massachusetts. No Censo de 2010 tinha uma população de 17 668 habitantes e uma densidade populacional de 264 pessoas por km². Embora seja pequena, Concord é reconhecida pelo seu papel relevante na história e na literatura com Ralph Waldo Emerson, Thoreau e Louisa May Alcott.

## Geografia
Concord encontra-se localizado nas coordenadas 42° 27′ 47″ N, 71° 21′ 52″ O. Segundo o Departamento do Censo dos Estados Unidos, Concord tem uma superfície total de 66,93 km², da qual 63,5 km² correspondem a terra firme e (5,13%) 3,43 km² é água.

## Demografia
Segundo o censo de 2010, tinha 17.668 pessoas residindo em Concord. A densidade populacional era de 263,97 hab./km². Dos 17.668 habitantes, Concord estava composto pelo 89.71% brancos, o 3.81% eram afroamericanos, o 0.08% eram amerindios, o 4.01% eram asiáticos, o 0% eram insulares do Pacífico, o 0.96% eram de outras raças e o 1.43% pertenciam a duas ou mais raças. Do total da população o 3.71% eram hispanos ou latinos de qualquer raça.